# Kristoffer Olsson
Mats Kristoffer Olsson (ur. 30 czerwca 1995 w Norrköping) – szwedzki piłkarz występujący na pozycji pomocnika w duńskim klubie FC Midtjylland oraz w reprezentacji Szwecji. Wychowanek IFK Norrköping, w trakcie swojej kariery grał także w takich zespołach, jak Arsenal, AIK, FK Krasnodar oraz Anderlecht.